# Pausanias (Makedonien)
Pausanias (altgriechisch Παυσανίας Pausanías) war der Sohn des Aeropos II.
Als sein Vater 393 v. Chr. durch eine Krankheit starb, wurde er König von Makedonien. Doch im selben Jahr wurde Pausanias von Amyntas II., dem Sohn des Philipp, getötet. In der Königsliste des Eusebius von Caesarea wird Amyntas II. fälschlicherweise zeitlich vor Pausanias geführt.